# 平岡直樹
平岡 直樹（ひらおか なおき、1960年 - ）は、日本の造園学者。専門はフランス幾何学式庭園の作庭技術に対する景観分析。博士（農学）。2020年現在は南九州大学環境造園学部教授。

## 来歴
徳島県に生まれる。1985年、南九州大学園芸学部造園学科を卒業する。1996年、信州大学大学院農学研究科に進学する。1996年 - 1997年にベルギー政府給費留学生でブリュッセル大学(ULB)に留学した。2000年3月に岐阜大学大学院連合農学研究科（信州大学所属)博士課程を修了した。
2001年、京都造形芸術大学芸術学部非常勤講師となる。2004年に南九州大学環境造園学部造園学科に移り、助教授（2005年）を経て、2007年に南九州大学環境造園学部造園学科教授に就任した。
2001年に日本造園学会賞（研究論文部門）を受賞した。
作品に、ユーロパリア89 ベルギー日本博 「苔、盆景、盆栽展」ベルギー国立植物園日本庭園作庭（1989年）がある。

## 著書
- 森山雅幸（編著）『ランドスケープアーキテクチャーの起点』（共著）ぎょうせい、2007年
- 南九州大学環境園芸学部（編著）『自然をみつめて』鉱脈社、2017年